# صوفيا كول
صوفيا كول بينيتو (بالإسبانية: Sofia Coll i Benito) هي ممثلة إسبانية، ولدت في 1 يناير 1999 في برشلونة في إسبانيا.

## روابط خارجية
- Sofia Coll على موقع IMDb (الإنجليزية)
- Sofia Coll على موقع ميوزك برينز (الإنجليزية)
- Sofia Coll على موقع ديسكوغز (الإنجليزية)
- Sofia Coll على موقع قاعدة بيانات الفيلم (الإنجليزية)